# Londrina EC
Der Londrina Esporte Clube (kurz Londrina EC) ist ein brasilianischer Fußballverein aus Londrina im Bundesstaat Paraná. Der Verein trägt den Spitznamen Tubarão (port. für: Hai), die Vereinsfarben sind Blau und Weiß. Der Klub trägt seine Heimspiele im Estádio do Café aus, welches 45.000 Zuschauern Platz bietet. 2023 spielte der Klub in der Campeonato Brasileiro Série B 2023, belegte hier den 19. Platz und musste zur Saison 2024 in die Série C absteigen.

## Geschichte
Der Verein wurde am 5. April 1956 in Londrina gegründet, als ein paar Hobbyspieler ein Spiel zwischen Nacional Rolândia und CR Vasco da Gama besuchten. Sie kamen zu dem Entschluss, dass sie nicht unbedingt zu den Spielen von Nacional gehen müssten, um Fußball zu sehen. Stattdessen entschieden sie sich, einen eigenen Verein zu gründen, den Londrina Futebol e Regatas. Dieser schloss sich 1969 mit dem Paraná EC zusammen, wodurch der Londrina Esporte Clube entstand. Zwischenzeitlich waren die Klubfarben Rot und Weiß, sie wurden jedoch von Präsident Carlos Antônio Franchello während dessen zweiter Amtszeit 1972 wieder in Blau und Weiß geändert. Zu den größten Erfolgen des Vereins zählt der dreimalige Erfolg bei der Staatsmeisterschaft von Paraná 1962, 1981, 1992 und 2014.

## Erfolge
- Meister der Série B: 1980
- Staatsmeisterschaft von Paraná: Meister 1962, 1981, 1992, 2014, Vizemeister 1959, 1993, 1994
- Staatsmeisterschaft von Paraná, 2. Liga: Meister 1997, 1999, 2011
- Staatspokal von Paraná: 2008
- Primeira Liga do Brasil 2017

## Bekannte Spieler
- Emílson Sánchez Cribari
- Giovane Élber
- Zé Elias